# 三色箭毒蛙
三色箭毒蛙又名幽靈箭毒蛙（学名：Epipedobates tricolor）为箭毒蛙科幽靈箭毒蛙屬下的一个种，是第三毒的箭毒蛙（僅次於黃金箭毒蛙和藍箭毒蛙），也是世界上第三毒的蛙。